# Noram Cup w biegach narciarskich 2017/2018
Noram Cup w biegach narciarskich 2017/2018 to kolejna edycja tego cyklu zawodów. Rywalizacja rozpocznie się 9 grudnia 2017 r. w kanadyjskim Sovereign lake Nordic Centre, a zakończy się 4 lutego 2018 r. w Nakkertok Nordic Ski Centre, również w Kanadzie.
W poprzednim sezonie tego cyklu najlepszą wśród kobiet była Amerykanka Chelsea Holmes, a wśród mężczyzn najlepszy okazał się Kanadyjczyk Russell Kennedy.

## Kalendarz i wyniki

### Kobiety
| Lp. | Data             | Miejscowość                  | Dystans                            | 1. miejsce              | 2. miejsce              | 3. miejsce              |
| --- | ---------------- | ---------------------------- | ---------------------------------- | ----------------------- | ----------------------- | ----------------------- |
| 1.  | 9 grudnia 2017   | Sovereign lake Nordic Centre | 10 km s. dowolnym                  | Caitlin Patterson       | Rosie Frankowski        | Caitlin Gregg           |
| 2.  | 10 grudnia 2017  | Sovereign lake Nordic Centre | Sprint s. klasycznym               | Kaitlynn Miller         | Caitlin Patterson       | Hannah Halvorsen        |
| 3.  | 15 grudnia 2017  | Rossland - Black Jack        | 5 km s. klasycznym                 | Caitlin Gregg           | Annika Hicks            | Sophie Carrier-Laforte  |
| 4.  | 16 grudnia 2017  | Rossland - Black Jack        | Sprint s. dowolnym                 | Caitlin Gregg           | Andrea Dupont           | Zina Kocher             |
| 5.  | 17 grudnia 2017  | Rossland - Black Jack        | 10 km s. dowolnym (handicap)       | Caitlin Gregg           | Zina Kocher             | Annika Hicks            |
| 6.  | 5 stycznia 2018  | Mont-Sainte-Anne             | Sprint s. klasycznym               | Dahria Beatty           | Maya MacIsaac-Jones     | Katherine Stewart-Jones |
| 7.  | 8 stycznia 2018  | Mont-Sainte-Anne             | 15 km (bieg łączony)               | Cendrine Browne         | Anne Marie Comeau       | Dahria Beatty           |
| 8.  | 9 stycznia 2018  | Mont-Sainte-Anne             | Sprint s. dowolnym                 | Dahria Beatty           | Cendrine Browne         | Zina Kocher             |
| 9.  | 10 stycznia 2018 | Mont-Sainte-Anne             | 10 km s. klasycznym                | Cendrine Browne         | Katherine Stewart-Jones | Anne Marie Comeau       |
| 10. | 19 stycznia 2018 | Red Deer                     | Sprint s. klaszcynym               | Olivia Bouffard-Nesbitt | Zina Kocher             | Annika Hicks            |
| 11. | 20 stycznia 2018 | Red Deer                     | 10 km s. klasycznym (start masowy) | Annika Hicks            | Olivia Bouffard-Nesbitt | Zina Kocher             |
| 12. | 2 lutego 2018    | Nakkertok Nordic Ski Centre  | Sprint s. klasycznym               | Becca Rorabaugh         | Kaitlynn Miller         | Erika Flowers           |
| 13. | 3 lutego 2018    | Nakkertok Nordic Ski Centre  | 10 km s. dowolnym                  | Rosie Frankowski        | Becca Rorabaugh         | Erika Flowers           |
| 14. | 4 lutego 2018    | Nakkertok Nordic Ski Centre  | 10 km s. klasycznym (handicap)     | Rosie Frankowski        | Becca Rorabaugh         | Kaitlynn Miller         |

### Mężczyźni
| Lp. | Data             | Miejscowość                  | Dystans                            | 1. miejsce                | 2. miejsce            | 3. miejsce            |
| --- | ---------------- | ---------------------------- | ---------------------------------- | ------------------------- | --------------------- | --------------------- |
| 1.  | 9 grudnia 2017   | Sovereign lake Nordic Centre | 15 km s. dowolnym                  | Ian Torchia               | John Hegman           | Brian McKeever        |
| 2.  | 10 grudnia 2017  | Sovereign lake Nordic Centre | Sprint s. klasycznym               | Bob Thompson              | Ben Saxton            | Cole Morgan           |
| 3.  | 15 grudnia 2017  | Rossland - Black Jack        | 10 km s. klasycznym                | Brian Gregg               | Scott-James Hill      | Bob Thompson          |
| 4.  | 16 grudnia 2017  | Rossland - Black Jack        | Sprint s. dowolnym                 | Julien Locke              | Evan Palmer-Charrette | Julian Smith          |
| 5.  | 17 grudnia 2017  | Rossland - Black Jack        | 15 km s. dowolnym (handicap)       | Brian Gregg               | Andy Shields          | Bob Thompson          |
| 6.  | 5 stycznia 2018  | Mont-Sainte-Anne             | Sprint s. klasycznym               | Julien Locke              | Kennedy Russell       | Bob Thompson          |
| 7.  | 8 stycznia 2018  | Mont-Sainte-Anne             | 30 km (bieg łączony)               | Knute Johnsgaard          | Graham Nishikawa      | Gareth Williams       |
| 8.  | 9 stycznia 2018  | Mont-Sainte-Anne             | Sprint s. dowolnym                 | Jesse Cockney             | Andy Shields          | Bob Thompson          |
| 9.  | 10 stycznia 2018 | Mont-Sainte-Anne             | 15 km s. klasycznym                | Ricardo Izquierdo-Bernier | James Scott Hill      | Graham Nishikawa      |
| 11. | 19 stycznia 2018 | Red Deer                     | Sprint s. klasycznym               | Jesse Cockney             | Russell Kennedy       | Patrick Stewart-Jones |
| 11. | 20 stycznia 2018 | Red Deer                     | 15 km s. klasycznym (start masowy) | Andy Shields              | Russell Kennedy       | James Scott Hill      |
| 12. | 2 lutego 2018    | Nakkertok Nordic Ski Centre  | Sprint s. klasycznym               | Benjamin Saxton           | Julien Locke          | Patrick Stewart-Jones |
| 13. | 3 lutego 2018    | Nakkertok Nordic Ski Centre  | 15 km s. dowolnym                  | John Hegman               | David Norris          | Tad Elliott           |
| 14. | 4 lutego 2018    | Nakkertok Nordic Ski Centre  | 15 km s. klasycznym (handicap)     | David Norris              | Benjamin Lustgarten   | Brian Gregg           |

## Klasyfikacje
| Lp. | Zawodniczka             | Punkty |
| --- | ----------------------- | ------ |
| 1.  | Caitlin Gregg           | 830    |
| 2.  | Olivia Bouffard-Nesbitt | 635    |
| 2.  | Annika Hicks            | 635    |
| 4.  | Kaitlynn Miller         | 555    |
| 5.  | Becca Rorabaugh         | 543    |
| 6.  | Zina Kocher             | 534    |
| 7.  | Katherine Stewart-Jones | 525    |
| 8.  | Rosie Frankowski        | 516    |
| 9.  | Maya MacIsaac-Jones     | 498    |
| 10. | Frederique Vezina       | 472    |
| 11. | Alannah Maclean         | 392    |
| 12. | Laura LeClair           | 352    |
| 13. | Sophie Carrier-Laforte  | 345    |
| 14. | Andrea Dupont           | 342    |
| 15. | Cendrine Browne         | 330    |

| Lp. | Zawodnik              | Punkty |
| --- | --------------------- | ------ |
| 1.  | Andy Shields          | 685    |
| 2.  | Jesse Cockney         | 662    |
| 3.  | Evan Palmer-Charrette | 566    |
| 4.  | Brian Gregg           | 563    |
| 5.  | James Scott Hill      | 552    |
| 6.  | Bob Thompson          | 515    |
| 7.  | Michael Somppi        | 489    |
| 8.  | David Norris          | 455    |
| 9.  | Jack Carlyle          | 414    |
| 10. | Julien Locke          | 405    |
| 11. | John Hegman           | 369    |
| 12. | Kevin Bolger          | 358    |
| 13. | Alexis Dumas          | 330    |
| 14. | Knute Johnsgaard      | 299    |
| 15. | Ben Saxton            | 293    |
| 15. | Patrick Stewart-Jones | 293    |